# ムース・ショーラック
エドワード "ムース" ショーラック（Edward "Moose" Cholak、1930年3月17日 - 2002年10月31日）は、アメリカ合衆国のプロレスラー。イリノイ州シカゴ出身。
選手時代は地元のシカゴやインディアナポリスなど、AWAやWWAのテリトリーを主戦場に活動。「ムース」の異名通りの巨漢ファイターであり、巨大なヘラジカの頭部剥製を被った入場パフォーマンスで注目を集めた。

## 来歴
ウィスコンシン大学にてアメリカンフットボールで活動後、アメリカ海軍に入隊しシービー隊員として朝鮮戦争に従軍。在任中はレスリングとボクシングの両方で海軍のチャンピオンになったという。その巨体をインディアン・レスラーのチーフ・ドン・イーグルに見込まれ、除隊後の1953年にプロレス入り。
1950年代は本名のエド・ショーラック（Ed Cholak）の名義で地元のシカゴを中心にベビーフェイスのポジションで活動し、ハンス・シュミットやスカイ・ハイ・リー、レジー・リソワスキーなどと対戦。1960年代よりムース・ショーラック（Moose Cholak）を名乗り、ヒールに転向。シカゴのコミスキー・パークでは、1960年8月19日にカール・クラウザー、1961年9月1日にブルーノ・サンマルチノと対戦した。
1962年9月、日本プロレスに初来日。スカル・マーフィーと共謀し、得意技のボディ・プレスで力道山の右胸鎖関節を亜脱臼させるというアングルで悪名を売り、11月9日には沖縄の那覇にて力道山のインターナショナル・ヘビー級王座に挑戦した。この初来日時には、後年のリック・スタイナーのようにアマチュアレスリングのヘッドギアを付けて試合を行っていた。
その後、アメリカではベビーフェイスに戻り、1963年6月17日にフレッド・ブラッシーを下し、シカゴで新設されたIWA世界ヘビー級王座の初代王者となる。1965年12月25日には、ディック・ザ・ブルーザーが旗揚げしたインディアナポリスのWWAにて、ウイルバー・スナイダーと組んでジ・アサシンズ（ガイ・ミッチェル&ジョー・トマッソ）からWWA世界タッグ王座を奪取した。以後もWWAおよび提携団体のAWAを活動拠点に、NWAの総本山だったセントルイスのキール・オーディトリアムにも度々出場した。
1970年7月、日本プロレスに再来日。かつての盟友マーフィーのパートナーだったブルート・バーナードと組み、8月1日に熊本にてジャイアント馬場&アントニオ猪木のBI砲が持つインターナショナル・タッグ王座に挑戦した。日本プロレスには1972年6月にも来日しており、7月5日に札幌中島スポーツセンターにて、キラー・コワルスキーとのコンビで馬場&坂口征二の東京タワーズが保持していた同王座に再挑戦している。
1970年代もアメリカではWWAを主戦場として、ブラックジャック・マリガン、アーニー・ラッド、オックス・ベーカーらとスーパーヘビー級の肉弾戦を展開。1973年9月にはAWAの提携ルートで国際プロレスに参戦、IWAワールド・シリーズの第5回大会に出場したが、予選の総当たりリーグ戦では同ブロックのラッシャー木村、ストロング小林、ラーズ・アンダーソンに敗退し、決勝トーナメントには進めなかった。
WWAでは1977年2月12日にもポール・クリスティをパートナーにWWA世界タッグ王座を獲得、6月18日にジミーとジョニーのバリアント・ブラザーズに敗れるまで戴冠した。1978年4月にはエド・ジョージと組み、ザ・シークが運営していたデトロイト地区のNWA世界タッグ王座も獲得している。
以降も1980年代初頭までWWAやAWAのリングに上がり、セミリタイア後の1983年10月15日には、キャリア初期からの旧友アンジェロ・ポッフォ（ランディ・サベージの父親）が主宰していたレキシントンのインターナショナル・チャンピオンシップ・レスリングにゲスト出場した。引退後は海軍のシービー時代に培った技術をもとに、シカゴ市でエンジニアとなって働いていた。
2002年10月31日、脳卒中の発症後に併発した肺炎により死去。72歳没。

## 得意技
- ビッグ・スプラッシュ
- ショルダー・ブロック
- ベアハッグ

## 獲得タイトル
インターナショナル・レスリング・アソシエーション
- IWA世界ヘビー級王座（シカゴ版）：1回[12]

ワールド・レスリング・アソシエーション
- WWA世界タッグ王座（インディアナポリス版）：3回（w / ウイルバー・スナイダー×2、ポール・クリスティ）[13]

ナショナル・レスリング・フェデレーション
- NWF北米ヘビー級王座：1回[21]

NWAオハイオ
- NWA USタッグ王座（オハイオ版）：1回（w / ジョニー・パワーズ）[3]

NWAビッグタイム・レスリング
- NWA世界タッグ王座（デトロイト版）：1回（w / エド・ジョージ）[18]